# Autophila elbursica
Autophila elbursica là một loài bướm đêm trong họ Erebidae.